# Oued Djemaa
Oued Djemaa (em árabe: وادى جمعة) é uma cidade localizada na província de Aïn Defla, no norte da Argélia. Sua população era de 9 555 habitantes, em 2008.